# Atomic Fireballs
Os Atomic Fireballs foi uma banda fundada em Detroit, liderada pelo vocalista e compositor John Bunkley. A banda foi fundada em 1996, contando com Bunkley nos vocais, James Bostek com um trompete, Tony Buccilli com um trombone, Duke Kingins como guitarrista, Shawn Scaggs com um baixo duplo, Eric Schabo com um saxofone tenor, Geoff Kinde como baterista e Randy Sly como pianista.
A banda foi descoberta pelo antigo empresário de Kid Rock, Michael Rand. Michael, depois de contratar a banda para cerca de 60 shows, começou a apresentá-los para grandes gravadoras. Assim Michael fechou um contrato com Jason Flom, presidente da Lava Records, até o fim da banda em 1999.
A banda foi inspirada pelo jump blues, fazendo com que boa parte do seus fãs os rotulassem como parte do movimento swing revival. O maior hit da banda foi a canção "Man with the Hex", que fez parte da trilha sonora de American Pie, Scooby-Doo e The Haunted Mansion e também de várias séries, sendo a mais notável Dawson's Creek, além de algumas competições de dança como Dancing With the Stars e So You Think You Can Dance.
Além disso, várias imagens da banda foram exibidas nos créditos do filme Three to Tango.

## Discografia
A banda lançou dois álbuns, sendo o primeiro Birth of the Swerve que foi gravado em 1998 de forma independente e produzido pela BOTA Studio no Tanglewood Studio. O seu segundo e último álbum foi Torch This Place gravado em 1999, gravado pela Atlantic Records.